# Serginho Chulapa
Sérgio Bernardino, besser bekannt als Serginho Chulapa oder auch nur Serginho (* 23. Dezember 1953 in São Paulo), ist ein ehemaliger brasilianischer Fußballspieler und -trainer. Er spielte von 1974 bis 1983 beim FC São Paulo; mit 242 Treffern ist er der erfolgreichste Torschütze in der Vereinsgeschichte. Danach spielte Serginho Chulapa unter anderem beim FC Santos, wo er 1983 mit 22 Treffern Torschützenkönig der brasilianischen Meisterschaft wurde und insgesamt 104 Tore erzielte.
1978 wurde der temperamentvolle Stürmer aufgrund einer Attacke gegen einen Linienrichter für 14 Monate gesperrt und verpasste damit die Teilnahme an der Fußball-Weltmeisterschaft 1978. 1980 nahm er für Brasilien an der Mini-WM (Mundialito) teil und traf beim 4:1-Sieg gegen Europameister Deutschland einmal. 1982 nahm er mit der brasilianischen Nationalmannschaft an der Weltmeisterschaft teil, spielte in allen fünf Spielen und traf einmal gegen Neuseeland und einmal gegen Argentinien. 1990 spielte er für Brasilien im Pelé-Cup.
Später war Serginho Chulapa als Fußballtrainer tätig. Als Trainer des FC Santos wurde er 1994 nach einem Angriff auf einen Journalisten entlassen.
1984 machte er einen Ausflug in das Gesangsfach und brachte die Samba-Langspielplatte Camisa 9 heraus. 1985 betätigte er sich auch thespisch und nahm an einer fußballbezogenen Episode der Telenovela Vereda Tropical teil.
Chulapa hat fünf Kinder und lebt heute in Santos.

## Erfolge
FC São Paulo
- Brasilianische Meisterschaft: 1977
- Staatsmeisterschaft von São Paulo: 1975, 1980, 1981

FC Santos
- Staatsmeisterschaft von São Paulo: 1984

Auszeichnungen
- Bola de Prata: 1983
- Brasilianischer Torschützenkönig: 1983 (22).
- Torschützenkönig der Staatsmeisterschaft von São Paulo: 1975 (22), 1977 (32), 1983 (22), 1984 (16).

| Personendaten    | Personendaten                              |
| ---------------- | ------------------------------------------ |
| NAME             | Chulapa, Serginho                          |
| ALTERNATIVNAMEN  | Bernardino, Sergio                         |
| KURZBESCHREIBUNG | brasilianischer Fußballspieler und Trainer |
| GEBURTSDATUM     | 23. Dezember 1953                          |
| GEBURTSORT       | São Paulo, Brasilien                       |